# Визни режим Уједињеног Краљевства
Визни режим Уједињеног Краљевства представља политику државе у погледу захтева за улазак странаца на њену територију. Унутар Европске уније ова политика представља изузетак, заједно са визним режимом Ирске и правилима путовања у специјалне територије Европске уније, у односу на визни режим Шенгенске зоне.
Уједињено Краљевство заједно са Ирском спроводи Заједничко подручје путовања, зону без граничне и царинске контроле између две државе.
Одредбе визног режима не примењују се на држављане ЕУ и држављане држава чланица ЕЕП и Швајцарске. На њих се односи „Директива 2004/38” о слободи кретања.
Британске прекоморске територије спроводе независне визне политике. Визни режим Уједињеног Краљевства односи се на Каналска острва и Острво Мен.

## Безвизни режим
Носиоци обичних пасоша следећих држава и територија нису у обавези да прибаве визу за Уједињено Краљевство за краћи боравак до 6 месеци:
| - Андора - Антигва и Барбуда - Аргентина - Аустралија - Бахами - Барбадос - Белизе - Боливија - Боцвана - Бразил - Брунеј - Вануату - Ватикан - Гватемала - Гренада - Доминика - Ел Салвадор - Израел - Источни Тимор - Јапан - Јужна Кореја - Канада - Кирибати - Костарика - Макао - Малдиви - Малезија - Маршалска Острва - Маурицијус | - Мексико - Микронезија - Монако - Намибија - Науру - Никарагва - Нови Зеланд - Палау - Панама - Папуа Нова Гвинеја - Парагвај - Самоа - Сан Марино - Света Луција - Свети Винсент и Гренадини - Свети Китс и Невис - Сејшели - Сингапур - Сједињене Америчке Државе - Соломонова Острва - Република Кина - Тонга - Тринидад и Тобаго - Тувалу - Уругвај - Хонг Конг - Хондурас - Чиле |

Држављанима следећих држава није потребна виза али јесте неопходно одобрење за путовање које се прибавља електронским путем:
| - Катар - Кувајт - Оман - Уједињени Арапски Емирати |